# Alex Price
Alex Price /ˈælɪks pɹaɪs/, né le 8 mai 1985 à Manchester, est un acteur britannique.

## Carrière
Il a joué dans divers programmes de télévision, comme Being Human : La Confrérie de l'étrange, Merlin et Doctor Who. Il a également joué dans des longs-métrages, comme A Horse with No Name, et dans un certain nombre de courts-métrages.
Depuis 2013, il joue le personnage principal, Sid Carter, dans la série télévisée le Père Brown. Il a été salué par la critique pour son interprétation de Proteus dans la série télévisée Penny Dreadful,,,. Il est également apparu dans un grand nombre de productions théâtrales comme Is Everyone OK? (Nabokov Touring Projet), Colourings (Old Red Lion), La Duchesse de Malfi (National Theatre Studio), Birdland (Royal court Theatre). 
En 2016, il a été choisi pour jouer Drago Malefoy dans la pièce Harry Potter et l'Enfant maudit.

## Vie privée
Il a une sœur plus jeune. Price est marié et a un fils, né en 2011.

## Théâtre
- 2008 : Colourings, Old Red Lion, Londres : Mark
- 2010 et 2012 : Bingo, Minerva Studio et Young Vic, Chichester et Londres : Son
- 2011 : Beautiful Thing, Royal Exchange Theatre, Manchester : Tony
- 2011 : Electra, Gate Theatre, Londres : Orestes
- 2013 : Before The Party, Almeida Theatre, Londres : David
- 2014 : Birdland, Royal Court Theatre, Londres : Johnny
- 2016-2017 : Harry Potter et l'Enfant maudit, Palace Theatre, Londres : Drago Malefoy
- 2018 : Harry Potter et l'Enfant maudit, Lyric Theatre, New York : Drago Malefoy

## Filmographie

### Cinéma

#### Longs métrages
- 2010 : A Horse with No Name (film) (en) de Matthew et Barnaby O'connor : Vince Vinyl
- 2012 : Storage 24 (en) de Johannes Roberts : Jake

#### Courts métrages
- 2006 : Internal de Michael Williams
- 2007 : Fervous de Bernhard Pucher : Hans
- 2011 : Jane Seeing Mark de Dee Meaden : Mark

### Télévision

#### Séries télévisées
- 2008 : Casualty : Daniel Freed (1 épisode)
- 2009 : Mouth to Mouth : Tyler Cooke (6 épisodes)
- 2009 : Merlin: Secrets and Magic : William (1 épisode)
- 2009 : Being Human : La Confrérie de l'étrange : Gilbert (1 épisode)
- 2010 : Doctors : Sam Griffin (1 épisode)
- 2010 : Inspecteur Lewis : Victor Clevarl (1 épisode)
- 2010 : Doctor Who : Francesco (1 épisode)
- 2012 : Insoupçonnable : Dan Hutchins (3 épisodes)
- 2012 : Les enquêtes de Vera : Lance Corporal "Budgie" O'connor (1 épisode)
- 2013 : Southcliffe (mini-série) : Alex (1 épisode)
- 2013-2017 : Father Brown (en) : Sidney "Sid" Carter (42 épisodes)
- 2014-2015 : Penny Dreadful : Proteus (4 épisodes)
- 2016 : Docteur Thorne (Doctor Thorne) : révérend Caleb Oriel (1 épisode)
- 2016 : Beowulf : Retour dans les Shieldlands (mini-série) : Koll (3 épisodes)

#### Téléfilm
- 2011 : Eric & Ernie de Jonny Campbell : Nigel